# Amerzone
Amerzone (також відома як Amerzone: The Explorer's Legacy) — пригодницька відеогра, з видом від першої особи, створена компанією «Microïds» і випущена компанією «Ubisoft» у 1999 році. Дизайнером гри виступив Бенуа Сокаль.

## Сюжет

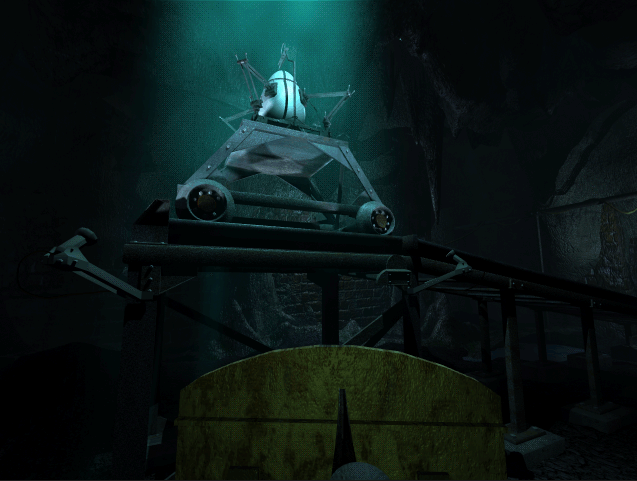
Глава 1 - в маяк

1932 року молодий дослідник Олександр Валембуа (Alexandre Valembois), бажаючи прославитися, вирушив зі своїм близьким другом Антоніо Альваресом (Antonio Álvarez) дослідити таємничий острів Amerzone. Подружившись з аборигенами, він став свідком дивного ритуалу, в якому було залучено гігантське яйце знаменитих білих птахів. Бажаючи довести всьому світу існування цих птахів, Олександр зрадив довіру тубільців і вкрав таємниче яйце. Після його повернення у Францію ніхто не повірив ні самому Олександру, ні його записам про Amerzone.
Минуло шістдесят років, світ змінився. Закінчилася Друга світова війна, а острів Amerzone досі залишається недослідженим і закритим для сторонніх своїм деспотичним лідером, Антоніо Альваресом. Олександр Валембуа давно постарів і самотньо доживає свій вік на покинутому маяку. Лише одне не дає йому спокою: бажання виправити здійснену ним колись помилку. І ось одного разу до старого приходить молодий журналіст, щоб послухати розповідь про його колишні пригоди…

## Ігровий процес

Ігровий процес

Amerzone — це пригодницька гра від першої особи, схожа на Myst, де гравець бере на себе роль журналіста, який намагається врятувати від вимирання рідкісний вид чарівних птахів. Для досягнення мети гравцеві належить переміщатися між мальовничими ігровими локаціями і шукати підказки, залишені Олександром Валембуа.

## Оцінки та нагороди
Гра отримала престижну премію «PixelINA Award» на фестивалі «Imagina'99».
| Агрегатор    | Оцінка |
| ------------ | ------ |
| GameRankings | 72.78% |

| Видання | Оцінка |
| ------- | ------ |
| IGN     | 5.5/10 |

## Цікаві факти
- Насправді, назва «Амерзон» утворилося шляхом об'єднання двох слів: «Амазон» (французька назва річки Амазонки) і «амер», що означає — «гіркий».[4]
- Гра була розроблена Бенуа Сокалем і Microïds, вони ж пізніше розробили гру Syberia і її продовження — Syberia II. Ці ігри містять відсилання на Amerzone і знаходяться в тому ж вигаданому Всесвіті.
- Місця, концепції та деякі персонажі, використані в Amerzone, беруть свій початок з робіт Сокаля 80-х років — серії коміксів про Інспектора Canardo, особливо — з п'ятої розповіді серії, під назвою L'Amerzone.